# 京都府道211号下植野長岡京線
京都府道211号下植野長岡京線（きょうとふどう211ごう しもうえのながおかきょうせん）は、京都府乙訓郡大山崎町から長岡京市に至る一般府道である。

## 概要
乙訓郡大山崎町字下植野から長岡京市神足2丁目に至る。
乙訓郡大山崎町内の距離はわずかで、100 mにも満たない。別名、小畑川通り - ガラシャ通り。

### 路線データ
- 起点：乙訓郡大山崎町字下植野（北枚方交差点、国道171号交点）
- 終点：長岡京市神足2丁目（片泓（かたふけ）交差点、京都府道・大阪府道67号西京高槻線交点）

## 路線状況

### 別名
- 小畑川通り
- ガラシャ通り

## 地理

### 通過する自治体
- 京都府
  - 乙訓郡大山崎町 - 長岡京市

### 交差する道路
| 交差する道路                                   | 市町村名 | 市町村名 | 交差する場所 | 交差する場所                  |
| ---------------------------------------------- | -------- | -------- | ------------ | ----------------------------- |
| 国道171号 大阪府道・京都府道14号大阪高槻京都線 | 乙訓郡   | 大山崎町 | 字下植野     | 北枚方交差点 / 起点           |
| 京都府道204号奥海印寺納所線 / サントリー通り   | 長岡京市 | 長岡京市 | 勝竜寺       | 落合橋交差点                  |
| 京都府道・大阪府道67号西京高槻線 / 西国街道    | 長岡京市 | 長岡京市 | 神足2丁目    | 片泓（かたふけ）交差点 / 終点 |

### 交差する鉄道
- 東海道本線

### 沿線
- 勝竜寺城公園
- 長岡京神足郵便局
- 神足神社
- 長岡京市立長岡第九小学校、神足保育所
- 三菱ロジスネクスト
- 光林寺